# تامر فيرنانديز
تامر فيرنانديز (بالإنجليزية: Tamer Fernandes)‏ (7 ديسمبر 1974 في المملكة المتحدة - ) هو لاعب كرة قدم بريطاني في مركز حراسة المرمى. لعب مع أكسفورد يونايتد وكولتشستر يونايتد ونادي برينتفورد ونادي بيتربورو يونايتد وهيميل هيمبستيد تاون.

## وصلات خارجية
- تامر فيرنانديز على موقع Soccerbase.com (لاعب) (الإنجليزية)